# Seznam kapitanov bojne ladje Slovenske vojske
Seznam kapitanov bojne ladje Slovenske vojske.

## Seznam
- Vojko Gorup
- Ljubomir Kranjc
- Andrej Pečar

- Ljubo Poles
- Ivan Žnidar
- Bogomir Tomažič
- Andrej Androjna (kapitan fregate)
- Roman Anžič (kapitan fregate)